# Co čekat, když Bart čeká
Co čekat, když Bart čeká (v anglickém originále What to Expect When Bart's Expecting) je 19. díl 25. řady (celkem 549.) amerického animovaného seriálu Simpsonovi. Scénář napsal John Frink a díl režíroval Matthew Nastuk. V USA měl premiéru dne 27. dubna 2014 na stanici Fox Broadcasting Company a v Česku byl poprvé vysílán 1. ledna 2015 na stanici Prima Cool.

## Děj
Když Barney Gumble vejde do baru U Vočka, zjistí, že je kvůli schůzce zavřeno. Vočko totiž pořádá schůzku s vedoucími ostatních barů ve Springfieldu, na které se řeší, jak malou návštěvnost mají. Když Vočko uspořádá v baru akci na téma superhrdinů, Homer a jeho kamarádi se k oslavám připojí a ráno, než Bart s Lízou odjedou školním autobusem, zanechají Homera v bezvědomí před jeho domem. Mezitím se Bart cítí být dušen učitelkou výtvarné výchovy, která od svých studentů vyžaduje jen to nejlepší, a chce se jí zbavit. Když Bart navštíví specialistu na vúdú, dostane materiály, které mu umožní učitelku výtvarné výchovy začarovat, ale učitelka se i přesto druhý den objeví ve třídě a Barta překvapí. Přestože kouzlo bylo určeno na bolest žaludku, Bart se dozví překvapivou zprávu, že je jeho učitelka těhotná. 
Ralph oznámí, že Bart přivedl učitelku výtvarné výchovy do jiného stavu. Homer si stěžuje, jak je trapné dozvědět se Bartovu špatnou zprávu během jeho obžaloby. Když se na Barta obrátí pár ohledně jeho schopností dělat děti, Bart využije své etikety vúdú kouzel a pokusí se páru „darovat“ dítě. Kouzlo funguje a pár se vrátí a požádá Barta, zda by mohl stejné kouzlo seslat i pro jejich přátelský pár ve stejné situaci. Zanedlouho si Bart otevře stánek s léčbou neplodnosti prostřednictvím vúdú. Homer vezme Barta k Vočkovi, aby s ním probral jeho problémy. Posléze přijdou do baru kumpáni Tlustého Tonyho, aby Homera s Bartem unesli. 
Tlustý Tony nařídí Bartovi, aby na jeho koně použil svou magii a vytvořil z nich dostihové šampiony. Homer v tom vidí příležitost ukázat Bartovi, jak se dělají děti. Nicméně hřebec mu během písně „It's Raining Men" sdělí, že je gay. Homer pak najde bývalého reklamního koně Duff Beer Sudsley Brew-Right a snaží se klisnu přesvědčit, aby se s hřebcem během hudebního čísla spářila. Podaří se mu to a těhotenský test klisny je pozitivní. Simpsonovi pak vidí, jak koňskému páru radí, načež se homosexuální hřebec přitulí k Sudsleymu. Líza poznamená: „Tak tohle je moderní rodina.“. Následuje parodie na úvodní znělku seriálu Taková moderní rodinka. 
Epizoda končí zesměšněnou reklamou na sedmibalení piva Duff Beer, v níž vystupuje Sudsley.

## Přijetí
Dennis Perkins z The A.V. Clubu epizodu ohodnotil známkou B−, přičemž uvedl: „Co čekat, když Bart čeká je vcelku zábavná epizoda s několika dobrými hláškami a vystoupením spolehlivé hostující hvězdy, nicméně potvrzuje, že současné epizody Simpsonových mají svůj strop, kam až mohou zajít, a že je níže než dříve.“
Teresa Lopezová z TV Fanatic udělila epizodě 2,5 hvězdičky ze 4: „Jakmile je odhalen ústřední konflikt, autoři se snaží do celého toho šílenství zahrnout nějakou pointu. Bart obviňuje Homera ze svého špatného chování, protože není dobrým vzorem, a odkazuje na jeho poslední výkony v hospodě superhrdinů (jeden z mála skutečně veselých momentů v této epizodě). Bart má pravdu, ale ta už byla v minulosti mnohokrát (a lepšími způsoby) vyřčena. Tady mi to prostě přišlo zbytečné.“
Epizoda získala hodnocení 1,6 a sledovalo ji celkem 3,45 milionu lidí, čímž se stala druhým nejsledovanějším pořadem na Animation Domination ten večer.